# Every Good Boy Deserves Favour
Albums de The Moody Blues
A Question of Balance
(1970) Seventh Sojourn
(1972)
Every Good Boy Deserves Favour est le septième album studio des Moody Blues, sorti en 1971. Comme son prédécesseur, il se classe no 1 au Royaume-Uni.
Son titre est à l'origine une phrase mnémotechnique dont les initiales correspondent à la progression des notes sur les lignes de la portée en clef de sol : E-G-B-D-F (soit en français : mi, sol, si, ré, fa).

## Titres

### Face 1
1. Procession (Edge, Hayward, Lodge, Pinder, Thomas) – 4:40
2. The Story in Your Eyes (Hayward) – 2:57
3. Our Guessing Game (Thomas) – 3:34
4. Emily's Song (Lodge) – 3:41
5. After You Came (Edge) – 4:37

### Face 2
1. One More Time to Live (Lodge) – 5:41
2. Nice to Be Here (Thomas) – 4:24
3. You Can Never Go Home (Hayward) – 4:14
4. My Song (Pinder) – 6:20

## Musiciens
- Justin Hayward : chant, guitares acoustique et électrique, sitar
- John Lodge : chant, basse, violoncelle
- Ray Thomas : chant, flûte, hautbois, bois (woodwinds), tambourin
- Graeme Edge : batterie, batterie électronique et chant sur Procession, percussions
- Mike Pinder : chant, synthétiseur Moog, Mellotron, clavecin, piano, orgue Hammond